# Suðurstreymoy

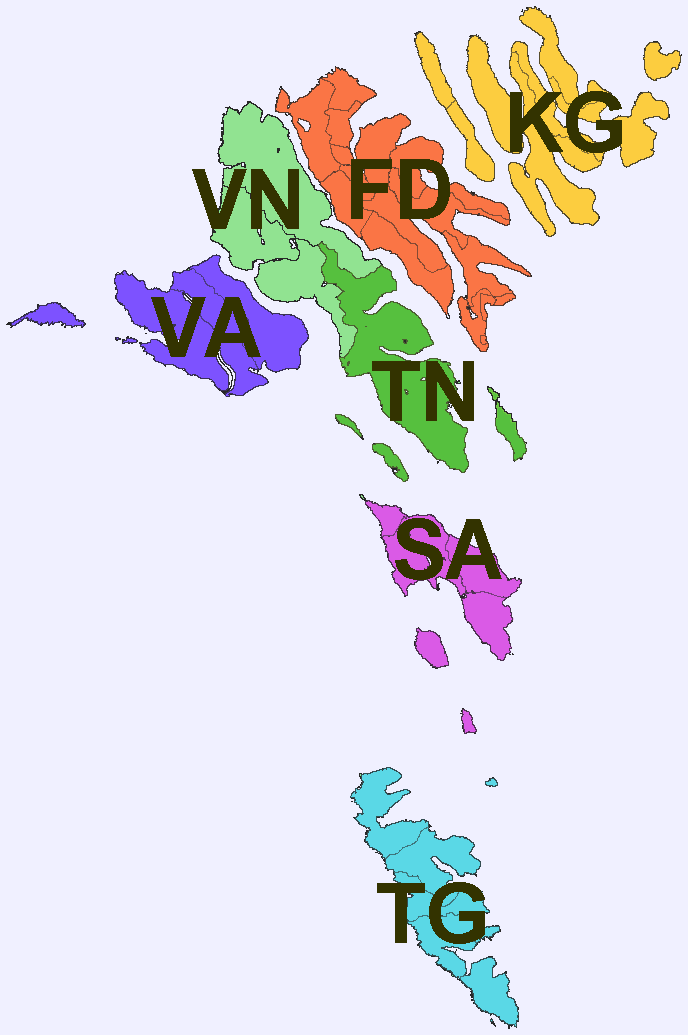
Karte über die Schiffsregisterkennzeichen der einzelnen färöischen Regionen. Südstreymoy ist dunkelgrün. Das Kennzeichen TN steht für Thorshavn (dänischer Name von Tórshavn).

Suðurstreymoy [suwurstrɛimi] „Südstreymoy“ ist die Region im Süden der Insel Streymoy (Färöer).
Vom Gebiet her ist die Region heute identisch mit der Kommune Tórshavn (inklusive der Inseln Hestur, Koltur und Nólsoy). Südstreymoy ist ein Wahlkreis für die Løgtingswahlen. Die anderen Wahlkreise sind (mit den Farben der nebenstehenden Karte):
- Vágar (blau)
- Norðstreymoy (hellgrün)
- Eysturoy (rotorange)
- Norðoyar (gelborange)
- Sandur (violett)
- Suðuroy (türkis)

Abgesehen von Norðstreymoy entspricht diese Gliederung den 6 Sýslur (Syssel). Folglich gibt es 6 Syssel aber 7 Wahlkreise. Auch die Politischen Parteien der Färöer gliedern sich nach den 7 Wahlkreisen in entsprechende Gebietsverbände.